# Каравал Нагар
Каравал Нагар је град у Индији у територији Делхи. Према незваничним резултатима пописа 2011. у граду је живело 224.666 становника.

## Становништво
Према незваничним резултатима пописа, у граду је 2011. живело 224.666 становника.
| 2001.   | 2011.   |
| ------- | ------- |
| 148.549 | 224.666 |